# Богдановка (Новониколаевский район)
Богда́новка (укр. Богданівка) — село,
Сторчевский сельский совет,
Новониколаевский район,
Запорожская область,
Украина.
Код КОАТУУ — 2323686203. Население по переписи 2001 года составляло 122 человека.

## Географическое положение
Село Богдановка находится на расстоянии в 1,5 км от села Каштановка, в 2-х км от села  Сторчевое и в 2,5 км от села Нововладимировка.
По селу протекает пересыхающий ручей с запрудой.

## История
- 1921 год — дата основания.